# لایم هاوس
longitudeلایم هاوسlatitudeلایم هاوس
لایم هاوس (به انگلیسی: Limehouse) یک ناحیه در بریتانیا است که در منطقه تاور هملتس لندن در ساحل شمالی رودخانه تیمز واقع شده‌است. مجاورت آن با رودخانه ویژگی‌های گردشگری دریایی به این منطقه بخشیده و این از شکل خانه‌ها و پله‌ها در معابر عمومی کاملاً مشخص است.

## نگارخانه

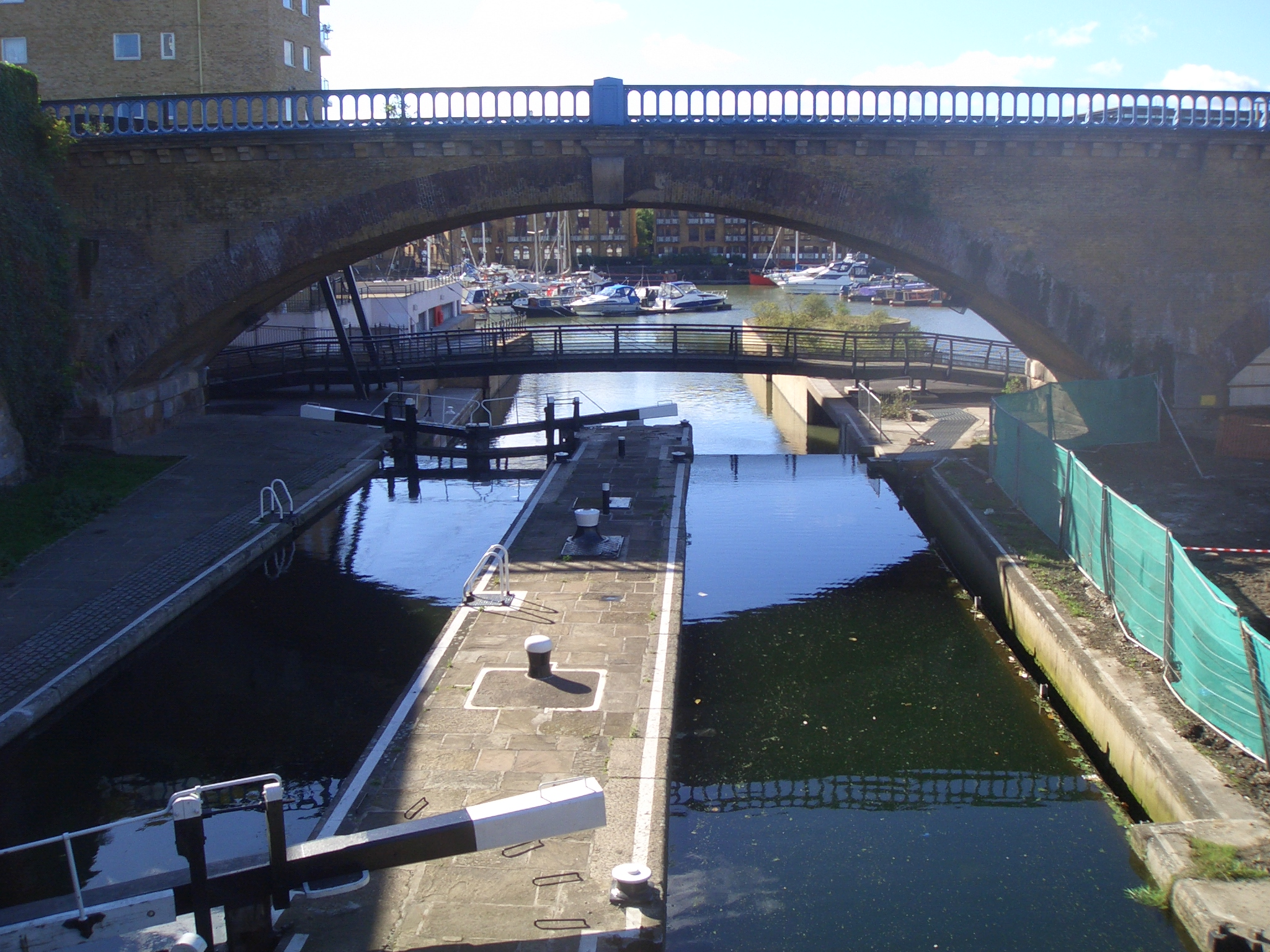
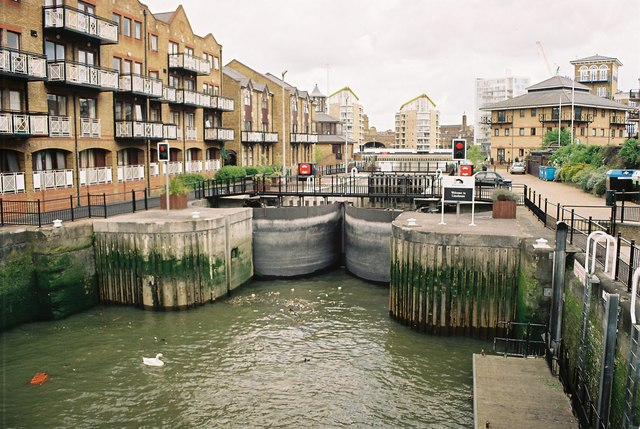
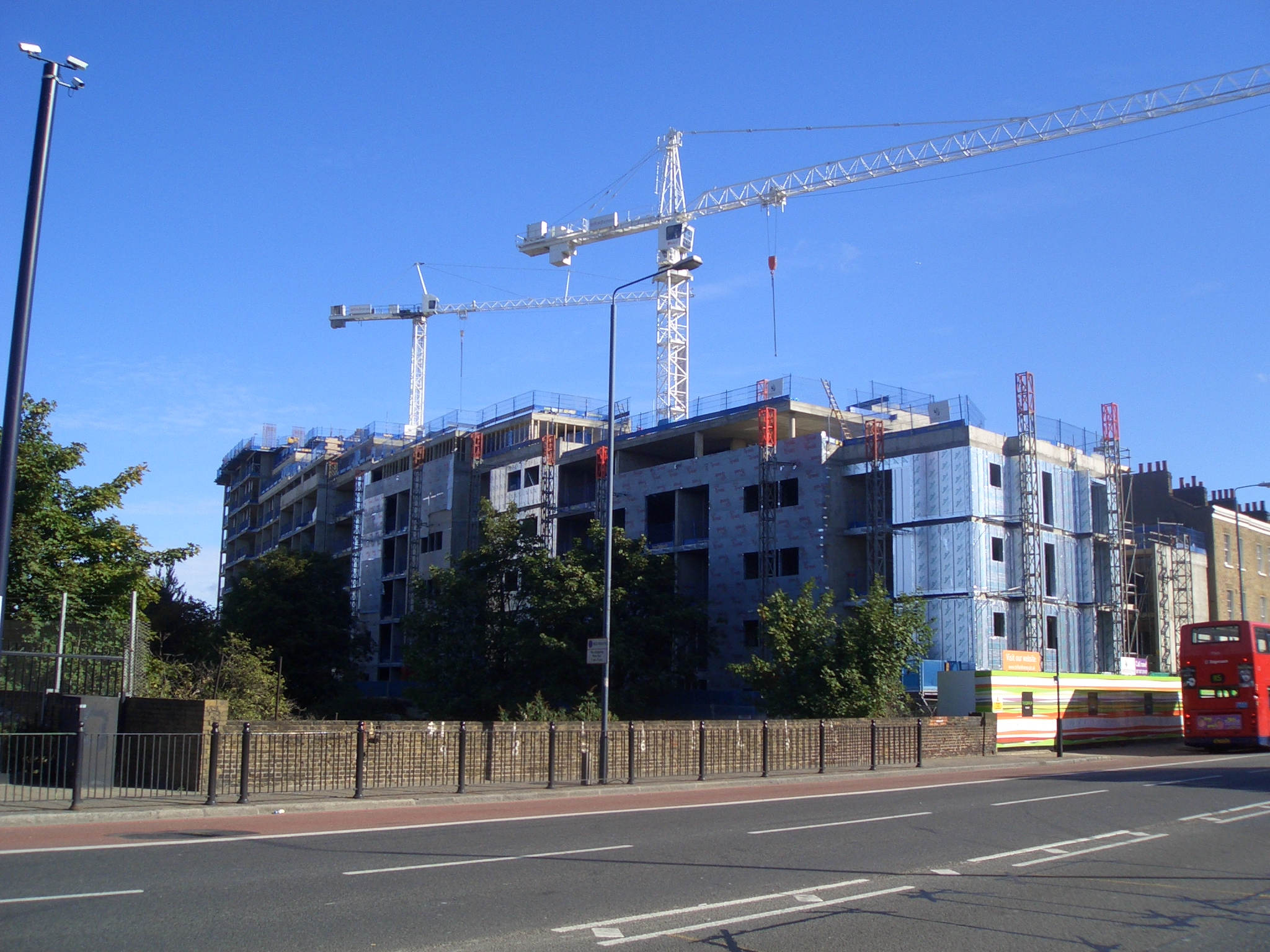
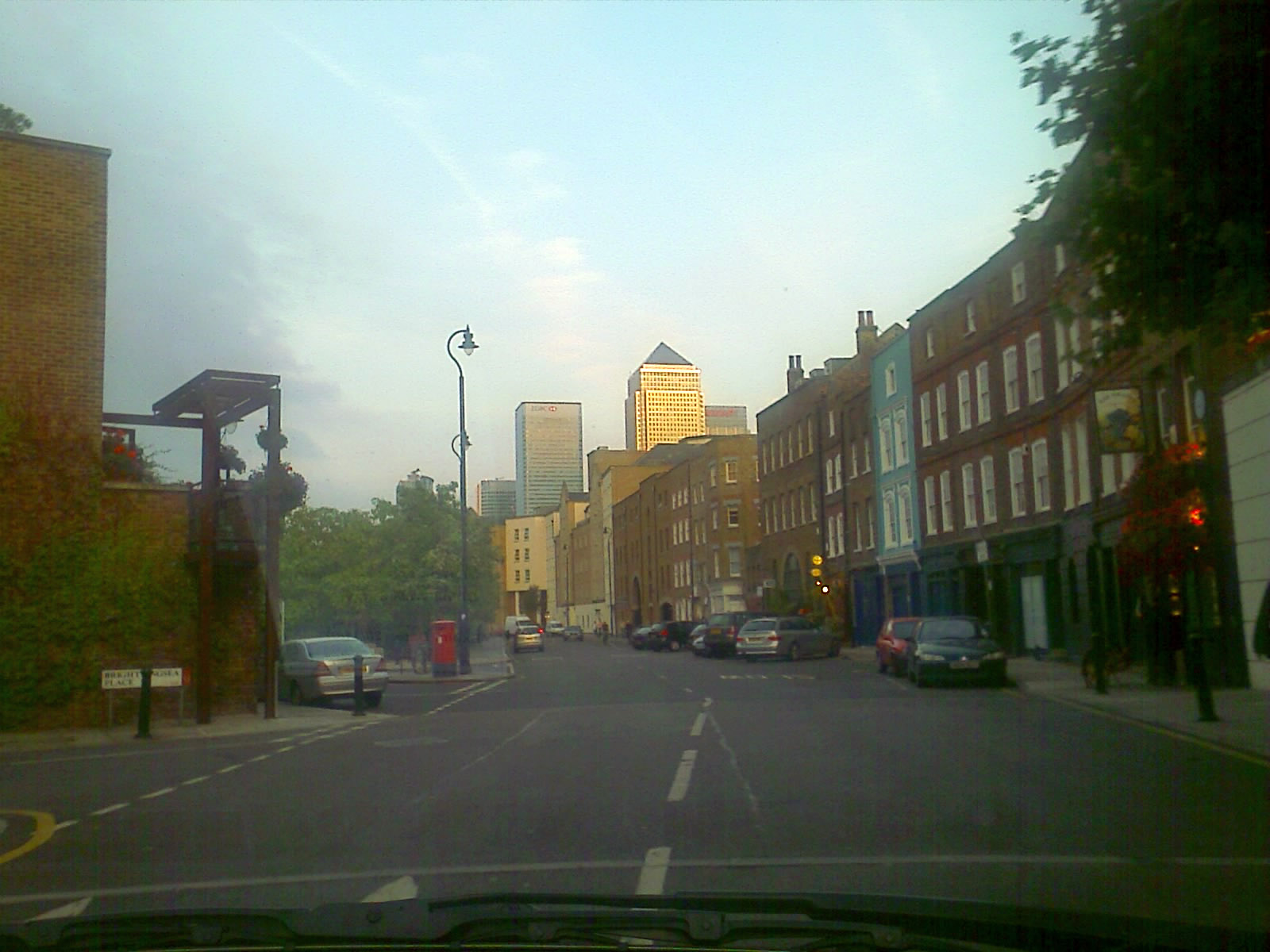
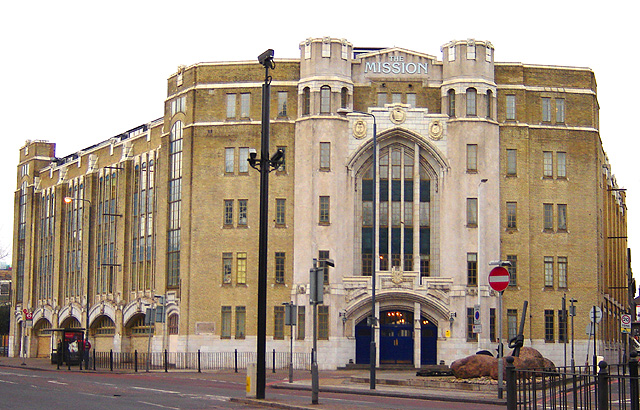
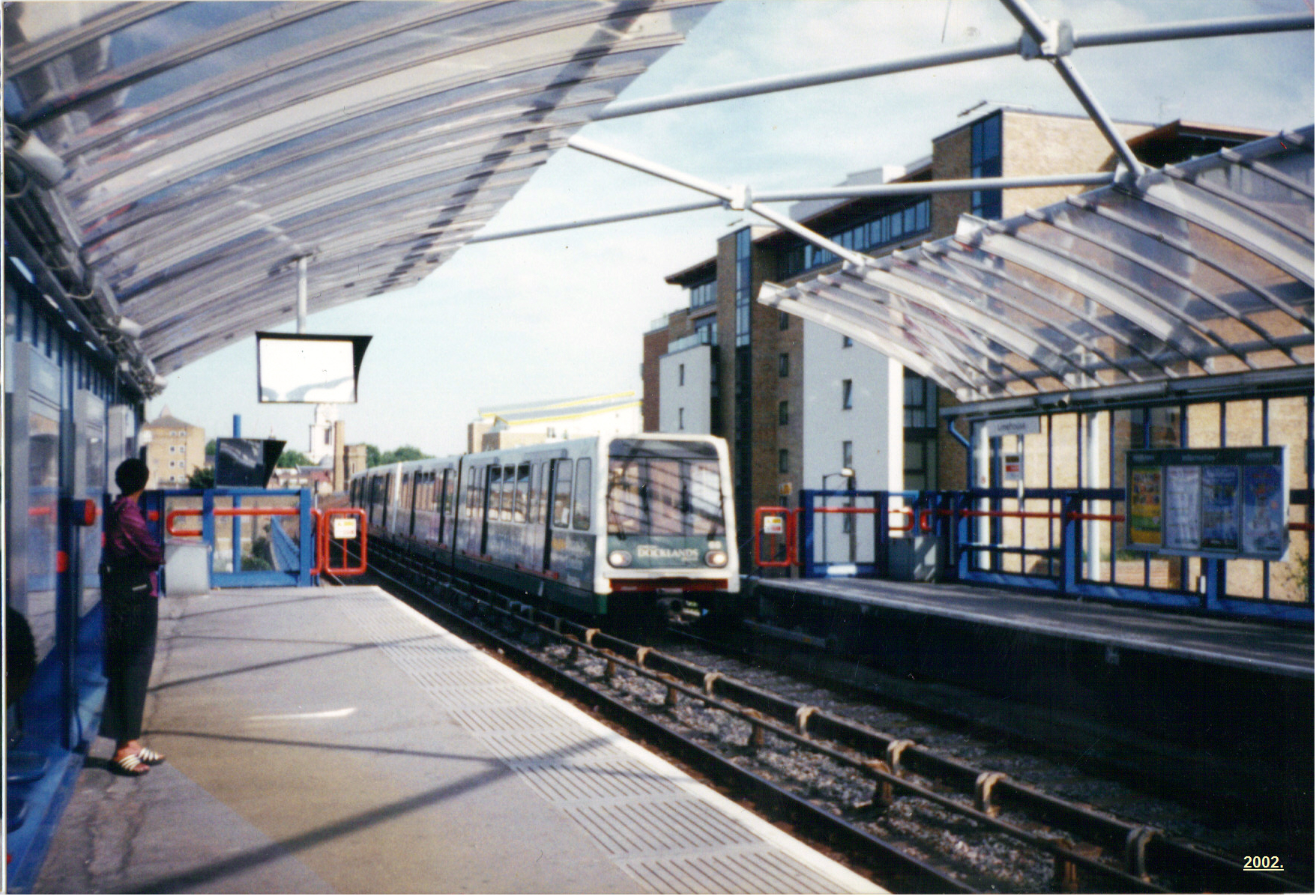

## خصوصیات
لایم هاوس ۱۵٬۹۸۶ نفر جمعیت دارد.